# La Maquisarde
Pour plus de détails, voir Fiche technique et Distribution.
La Maquisarde est un film dramatique français réalisé par Nora Hamdi et sorti en salles le 16 septembre 2020.
Le film est adapté du roman éponyme de la réalisatrice.

## Synopsis
La Maquisarde est un film indépendant réalisé par Nora Hamdi, sorti en 2020. Il relate un chapitre de la guerre d'Algérie, en mettant en avant le rôle souvent méconnu des femmes dans la lutte pour l'indépendance. L'histoire suit Neïla, une jeune Kabyle de 16 ans, dont le village, situé dans l'est de la Kabylie, est incendié par l'armée française. Forcée de fuir, Neïla trouve refuge auprès de son fiancé et de son frère, tous deux engagés dans un groupe de maquisards affilié au Front de libération nationale (FLN). Bien que réticente, elle devient elle-même combattante pour l'indépendance. En 1956, alors que les tensions atteignent leur paroxysme, Neïla est capturée par les forces françaises lors d'une attaque. Elle est emprisonnée dans un camp secret et subit des interrogatoires brutaux dans le but de forcer des aveux et des renseignements sur les insurgés.

## Réception critique
Dans sa critique pour Libération de La Maquisarde, Luc Chessel met en avant la manière dont Nora Hamdi interroge la place des femmes en temps de guerre à travers le huis-clos entre Neïla, la jeune paysanne algérienne, et Suzanne, l'infirmière française engagée auprès du FLN. Le film se déroule en 1956, dans un camp d'internement où Neïla, faite prisonnière par l'armée coloniale, découvre les horreurs de la guerre. Leur alliance devient un symbole des trahisons historiques, tant de la France vis-à-vis des Algériens que de l'Algérie envers ses femmes après l'indépendance. Chessel note que le film « travaille sous nos yeux à se faire, à leur débroussailler un chemin à travers les contradictions violentes de l'histoire distincte et commune de deux pays », tout en soulignant son approche audacieuse face à la représentation de la torture.
Le film est décrit dans Le Monde Diplomatique comme « grand public », qui pourrait ressembler à une fiction si on ne savait pas que tout y est vrai. La rédactrice de l'article, Marina Da Silva, précise qu'en mettant en avant des thèmes de résistance, de douleur et de solidarité féminine, tout en intégrant des images d'archives, le long-métrage renforce son message. La réalisatrice filme de près les émotions et les visages, rendant hommage à ces femmes souvent oubliées.

## Fiche technique
- Titre : La Maquisarde
- Réalisation : Nora Hamdi
- Scénario : Nora Hamdi
- Adaptation : Nora Hamdi
- Image : Justine Bourgade
- Montage : Mahady Sissoko
- Musique : Jean-Paul Le Goff
- Costumes : Angelo Buonomo, Didier Cometti
- Première assistante réalisatrice : Hélène Ranawana
- Son : Antoine Stévignon
- Pays : France
- Genre : Drame historique, Guerre
- Date de sortie : 2020

## Distribution
- Sawsan Abès : Neïla
- Émilie Favre-Bertin : l'infirmière
- Bastien Tosetti : le soldat insoumis
- Mohand Azzoug : le grand frère de Neïla
- Rachid Yous : le fiancé de Neïla